# Советская улица (Кронштадт)

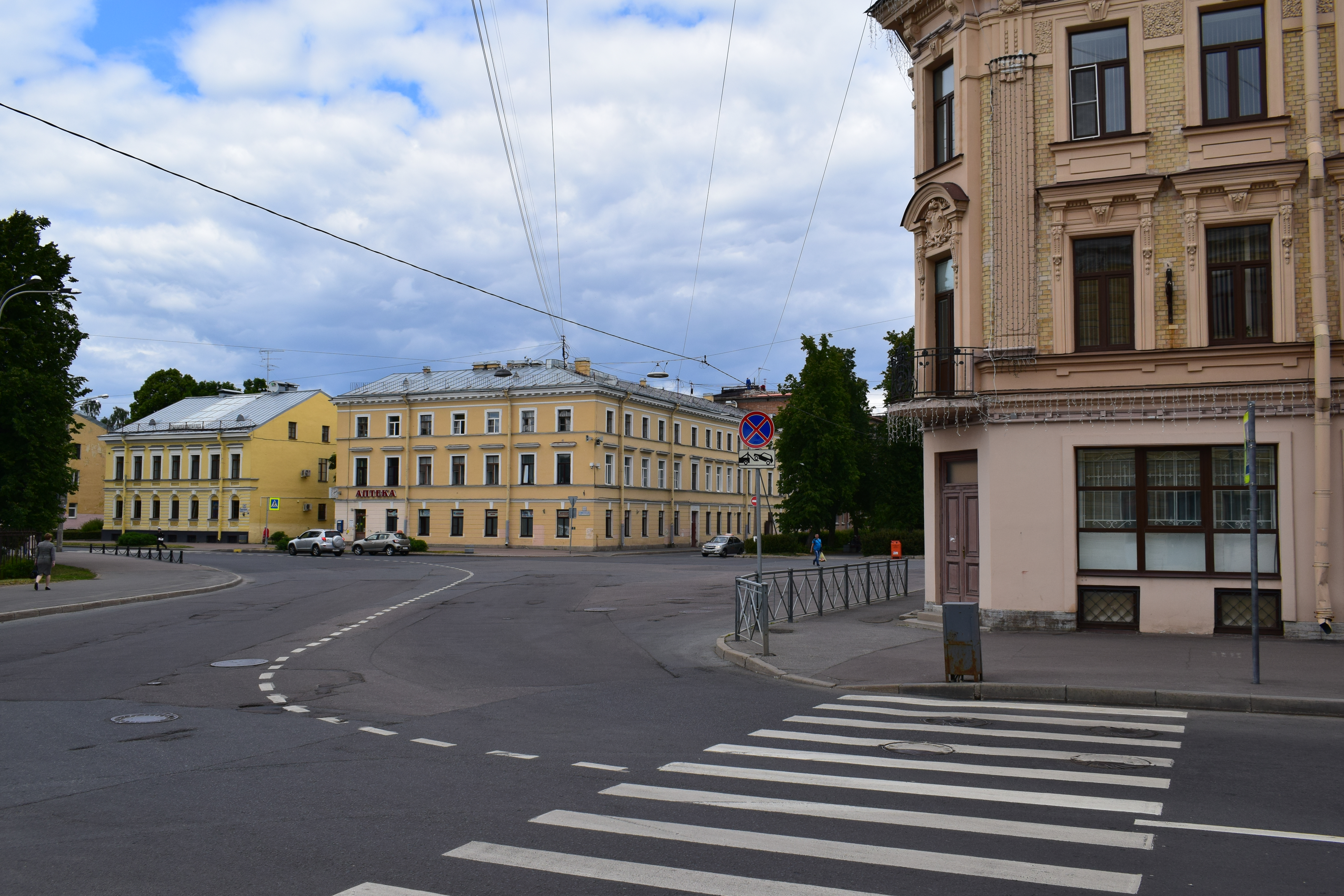
Пересечение с ул. Комсомола

Сове́тская улица — улица в центре Кронштадта. Начинается от улицы Комсомола и тянется вдоль Обводного канала до проспекта Ленина. Пересечения с другими улицами: Осокина, Рошаля, Карла Маркса. Советская улица проходит мимо Якорной площади и площади Рошаля, расположенных по разные стороны друг напротив друга.

## История
С XVIII века улица называлась Офицерской, поскольку здесь располагались так называемые офицерские флигели — комплекс зданий для размещения служащих Главного Адмиралтейства, которое предполагалось перенести сюда из Санкт-Петербурга. Примерно с 1834 года — Екатерининская улица или Большая Екатерининская улица. Вдоль всей улицы тянется парк, все здания XIX века располагаются только с одной стороны. При послевоенной реконструкции все они были сохранены как исторические. В начале улицы находится Осокина площадь (или сквер Кирова), названная так потому, что здесь было болото, заросшее осокой.
Парк в 1871 году был огорожен чугунной решёткой, которая в 1887 году была заменена нынешней.
С другой стороны канала расположено Адмиралтейство, а также парусная мастерская, рядом с ней здание Музея истории Кронштадта, а после — офицерский артиллерийский класс.

## Достопримечательности
- Дом № 16 — Гостиный двор и фонтан рядом с ним.
- Андреевский сад на Соборной площади (напротив Гостиного двора)[2].
- Дом № 21, литеры А и Б — дома купца Семёнова  781711202340005[3].
- Дом № 43А, 43Ак1 — Офицерское собрание[4];
- Дом № 49 — Центральная городская библиотека
- Екатерининский парк вдоль Обводного канала на всём протяжении улицы (разрезан пополам улицей Рошаля, выводящей через Советский мост к Якорной площади). В парке в 1870 году поставлен памятник открывателю Антарктического материка, а с 1839 года военному губернатору Кронштадта Беллинсгаузену (автор — И. Н. Шредер, пьедестал спроектирован И. А. Монигетти). Так как парк тянется вдоль всей улицы от начала и до конца, все дома на этой улице имеют нечётные номера. В другой части парка расположен памятник Нобелевскому лауреату 1978 года П. Л. Капице.

## Транспорт
Автобусы: № 1Кр, 2Кр, 101.